# Deutschkreutz
Deutschkreutz est une commune d'Autriche, dans le Burgenland près de la frontière hongroise. Elle fait partie du district d'Oberpullendorf. Son nom en hongrois est Sopronkeresztúr.